# Dascaliomorpha confusa
Dascaliomorpha confusa är en insektsart som först beskrevs av Melichar 1902.  Dascaliomorpha confusa ingår i släktet Dascaliomorpha och familjen Flatidae. Inga underarter finns listade i Catalogue of Life.